# Утес, Штефан
Ште́фан Утес (нем. Stefan Uteß; 31 октября 1974, Деммин, ГДР) — немецкий гребец на каноэ. Бронзовый призёр летних Олимпийских игр 2000 года в соревнованиях каноэ-двоек, двукратный бронзовый призёр чемпионатов Европы.

## Спортивная биография
В 2000 году Штефан Утес в паре с Ларсом Кобером принял участие в летних Олимпийских играх в Сиднее. Немецкий экипаж принял участие в соревнованиях каноэ-двоек. В первом раунде Утес с Кобером заняли только 4-е место в своём заезде, из-за чего пришлось плыть полуфинальную гонку. В 1/2 финала немецкий экипаж показал лучшее время и вышел в финал. В решающем заплыве Утес с Корбером показали третье время, завоевав бронзовые медали Олимпийских игр и уступив лишь экипажам из Румынии и Кубы.